# Autostéréoscopie
L'autostéréoscopie est un type de représentation d'image en relief ou stéréoscopique ne nécessitant aucun dispositif complémentaire pour restituer l'effet tridimensionnel. Ainsi, un écran autostéréoscopique affiche l'effet de relief sans que, par exemple, le port de lunettes spéciales associées soit nécessaire. Pour le grand public, on parle en général de 3D sans lunettes.
Le principe de l'autostéréoscopie existe en photographie depuis le début du XXe siècle. Ainsi, des cartes postales, des supports publicitaires, des gadgets ont exploité un des procédés les plus anciens, basés sur la technique des réseaux lenticulaires. Les plus évolués sont axés sur des technologies telles que l'holographie, la projection sur des supports aquatiques, fumées, vapeur, gaz inertes, « photostéréosynthèse », etc.

## Autostéréoscopie à réseau lenticulaire
L'impression de relief est obtenue grâce à un réseau de microlentilles (réseau lenticulaire) placé à la surface de l'image, constituée d'images imbriquées représentant chacune un point de vue pris sous un angle différent. Le réseau permet d'adresser à chaque œil une image différente, le cerveau de l'observateur reconstituant alors le relief.
Inventé en 1908 par Gabriel Lippmann puis réalisé en 1920 par Hess, le principe du réseau lenticulaire a été largement perfectionné pour la photographie par Maurice Bonnet.
Bien que deux points de vue suffisent à restituer le relief, Maurice Bonnet avait poussé la multiplication des points de vue jusqu'à un défilement continu simultané de l'optique et de la fente de séparation, arrivant ainsi à l'équivalent d'une infinité de points de vue.

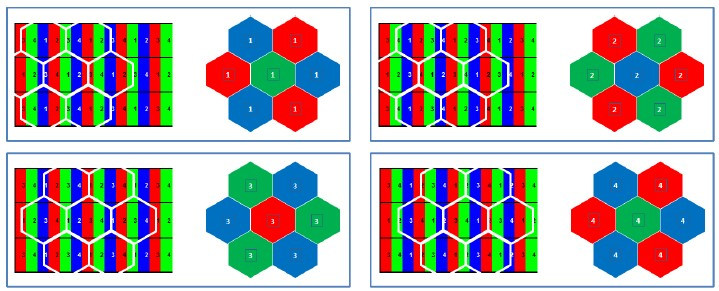
Voici un exemple de la permutation circulaire des couleurs rouge verte et bleue, avec des lentilles sphériques, pour un écran permettant la vision de 4 images différentes, ce qui procure 3 couples stéréoscopiques corrects - solution adaptée aux ordinateurs personnels et téléphones portables.

En 1987, le Français Pierre Allio adapte ce principe à la vidéo, en créant une chaîne complète depuis la capture jusqu'à l'affichage puis il commercialise des écrans autostéréoscopiques à réseau lenticulaire qu'il nomme alioscopie, 
et la dépose sous la marque Alioscopy. D'autres marques commercialisent des écrans basés sur cette technologie, dont notamment l'américain Magnetic. L'une des caractéristiques de ces écrans est de restituer plus de points de vue que les deux strictement nécessaires (respectivement 8 pour Alioscopy, 6 ou 9 selon les modèles pour Magnetic), de façon à permettre un plus libre positionnement des spectateurs ; les écrans sont dits « multiscopiques ».
En 2009 et 2010, pratiquement tous les grands fabricants dont Philips et LG en particulier ont dévoilé leurs écrans autostéréoscopiques, qui utilisent pratiquement tous des réseaux lenticulaires à lentilles cylindriques inclinées.
L'initiative est poursuivie en 2014 par Philips et Dolby qui ont créé une coentreprise Dolby 3D et présentent régulièrement lors de salons internationaux leurs écrans autostéréoscopiques à réseau lenticulaire.
Les grands producteurs d'écrans indiquent néanmoins que l'arrivée des écrans autostéréoscopiques dans les foyers ne se produira pas avant 2016, et que leur usage sera limité jusque-là à la publicité dans les lieux publics.

## Autostéréoscopie à barrière de parallaxe
Également utilisée en vidéo, son principe est essentiellement le même que l'autostéréoscopie à réseau lenticulaire, à la place duquel un filtre (la barrière) distribue en alternance les points de vue destinés à l'un ou l'autre des deux yeux. La barrière de parallaxe est plus ancienne que l'écran lenticulaire (Berthier, 1896). Comme pour le réseau lenticulaire, un bon positionnement du spectateur est nécessaire. Mais contrairement au cas des réseaux lenticulaires les positions latérales pour bien voir l'image entière sont toutes à la même distance du plan de l'image. Cette technologie est, entre autres, utilisée par les écrans des marques Tridelity (deux ou cinq points de vue), Spatial View (5 points de vue), NewSight (8 points de vue), ainsi que la Nintendo 3DS.

## Autostéréoscopie à illumination
Il s'agit d'une variante de la barrière de parallaxe, en fait constituée de deux barrières de parallaxe superposées.
Système inventé en 1987 par Kaneko composé d'un écran à cristaux liquides superposé à un écran composé de colonnes lumineuses d'une largeur de deux pixels.
Les colonnes paires sont vues par l'œil gauche et les colonnes impaires par l'œil droit.
Les sociétés Dimension Technology, Sharp et NEC auraient commercialisé des écrans utilisant cette technologie. Depuis 2004 et aux États-Unis seulement, on trouve dans le commerce un ordinateur portable Sharp Actius pourvu d'un tel écran.

## Autostéréoscopie à écran holographique
Un élément Optique Holographique (HOE) est placé devant l'écran de visualisation.
Les images pour les deux yeux sont chacune projetées par un projecteur LCD et réfléchies par un miroir sur un écran convexe.
HDS screen est commercialisé par Physical Optics Corporation.

## Production d'images pour systèmes autostéréoscopiques
La plupart des systèmes autostéréoscopiques sont en fait multiscopiques (ils restituent plus de deux points de vue); le problème est donc de capter un nombre de vues multiple et quelconque d'une scène. Comme pour la stéréoscopie, cela est relativement aisé dans le cas d'images de synthèse, puisque les images sont calculées par ordinateur ; plusieurs solutions de plugins pour des logiciels de 3D existent (Alioscopy pour 3DS Max, Spatial View pour 3DS Max et After Effect, etc.) et permettent de faciliter le calcul des différents points de vue.
Concernant la prise de vue d'images réelles, un procédé différent est par contre envisagé. La capture multi-caméras étant difficile à réaliser, l'approche encouragée par Philips et Dolby consiste à filmer avec deux caméras (stéréoscopie) et générer une carte de profondeur en temps réel ou en post-production. Cette carte est ensuite transmise avec une image 2D et permet de reconstruire plusieurs points de vue de la scène filmée.